# Occella kasawae
Occella kasawae är en fiskart som först beskrevs av David Starr Jordan och Carl Leavitt Hubbs 1925.  Occella kasawae ingår i släktet Occella och familjen pansarsimpor. Inga underarter finns listade i Catalogue of Life.